# Fritillaria gentneri
Fritillaria gentneri là một loài thực vật có hoa trong họ Liliaceae. Loài này được Gilkey miêu tả khoa học đầu tiên năm 1951.